# Casa Della Porta
La Casa Della Porta è una residenza medievale della città di Novara, in Piemonte.
Caratteristico edificio gotico famoso per la bella facciata con fregi in cotto.

## Storia

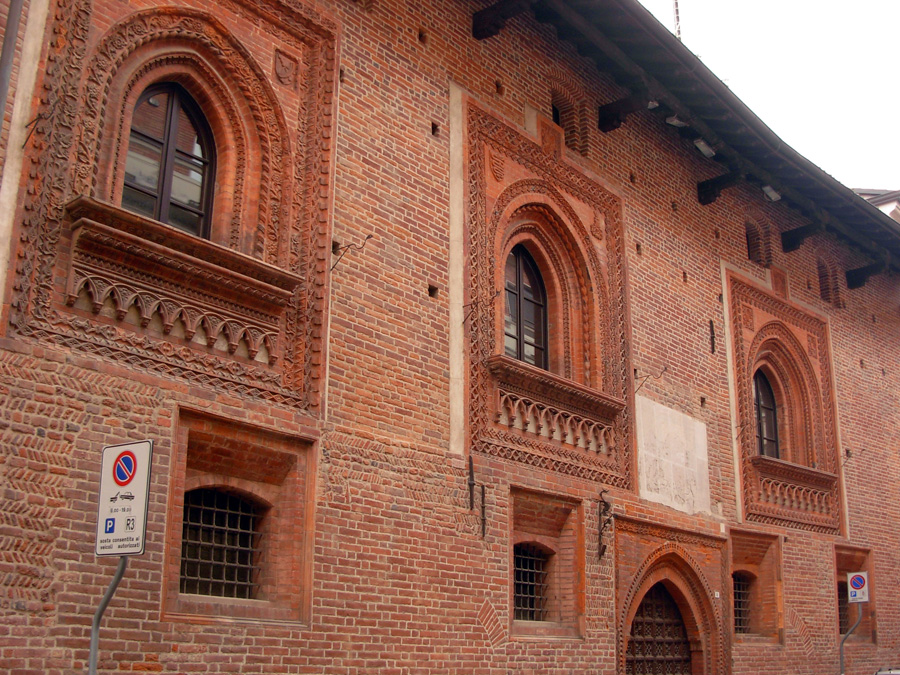
Particolare della facciata.

Sul luogo vi erano già delle costruzioni intorno all'anno Mille, edificate con materiale romano di recupero.
Verso la fine del XIV secolo, il sito venne acquistato dal cardinale Ardicino della Porta, il quale fece ristrutturare e ampliare l'edificio per adibirlo a sua residenza cittadina. I lavori si svolsero a cavallo dei due secoli e sembra che furono affidati a Bartolino da Novara che gli diede le forme gotiche che ancora oggi conserva.
La casa fu restaurata fra il 1920 e il 1930 dall'architetto Carlo Nigra.

## Descrizione
Sulla facciata in laterizi si aprono tre grandi finestre ogivali dalle fastose cornici in terracotta decorate con motivi gotici, floreali, geometrici e ritorti. Negli angoli delle finestre appaiono due blasoni, quello con il cappello cardinalizio della famiglia Della Porta, e quello col biscione dei Visconti, duchi di Milano e allora governatori di Novara.